# De torens van februari
De torens van februari (1973) is een boek geschreven door Tonke Dragt, al is in het boek zelf aangegeven dat het een anoniem dagboek betreft, en dat de schrijfster slechts leestekens en voetnoten heeft aangebracht. Het boek gaat over en jongen die in een andere wereld beland zonder herrineringen. 

## Hoofdpersonen
- Tim/Tom: Dit is de hoofdpersoon van het verhaal. Hij is een jongen van ongeveer veertien en lijdt aan geheugenverlies. Hij weet in het begin niet wie hij is, waar hij vandaan komt, en hoe hij bij de torens terecht is gekomen. Hij wordt in het boek voorgesteld als ik-figuur.
- Meneer Avla/Alva: Hij is een wetenschapper die heeft ontdekt dat er meerdere werelden bestaan en dat je tussen die werelden kunt reizen. Dat is dus iets wat hij doet. Hij is trouwens ook een soort mentor voor Tom.
- Jan: Jan is een duinwachter in de parallelle wereld.
- Téja: Zij is de dochter van Jan en wordt later verliefd op Tom.

## Inhoud
Een jongen wordt wakker op het strand zonder geheugen. Hij heeft een opschrijfboekje gevonden in zijn jaszak, waar hij alles in schrijft wat hij weet en beleeft. En oude man zegt hem dat hij een dagboek moet beginnen om zich meer te herinneren. Vandaag is het 30 februari. 
Dit is de eerste van een reeks vreemde ontmoetingen voor Tom. In de zoektocht om zijn geheugen terug te vinden ontmoet hij eerst de oude man Avla, die later in het verhaal Alva blijkt te heten en Tom niet meer herkent. Ook ontmoet hij het meisje Téja en de hond Téja, die hij nooit samen ziet, en haar vader, Jan Davit, die duinwachter is.